# Azul cobalto
Este artículo es acerca del color azul cobalto y de los pigmentos así llamados. Para otros usos, véase azul cobalto (desambiguación).
Azul cobalto o azul de cobalto es la denominación de una serie de coloraciones de pinturas para uso artístico que se comercializan con ese nombre, que presentan un azul que puede ir de muy oscuro a claro, con una saturación débil a intensa.
También se ha llamado azul de cobalto o azul cobalto a los pigmentos minerales que se elaboran con aluminatos y silicatos de cobalto, y con mezclas de fosfato de cobalto y alúmina, que son la referencia originaria del color pictórico del mismo nombre.

## Historia

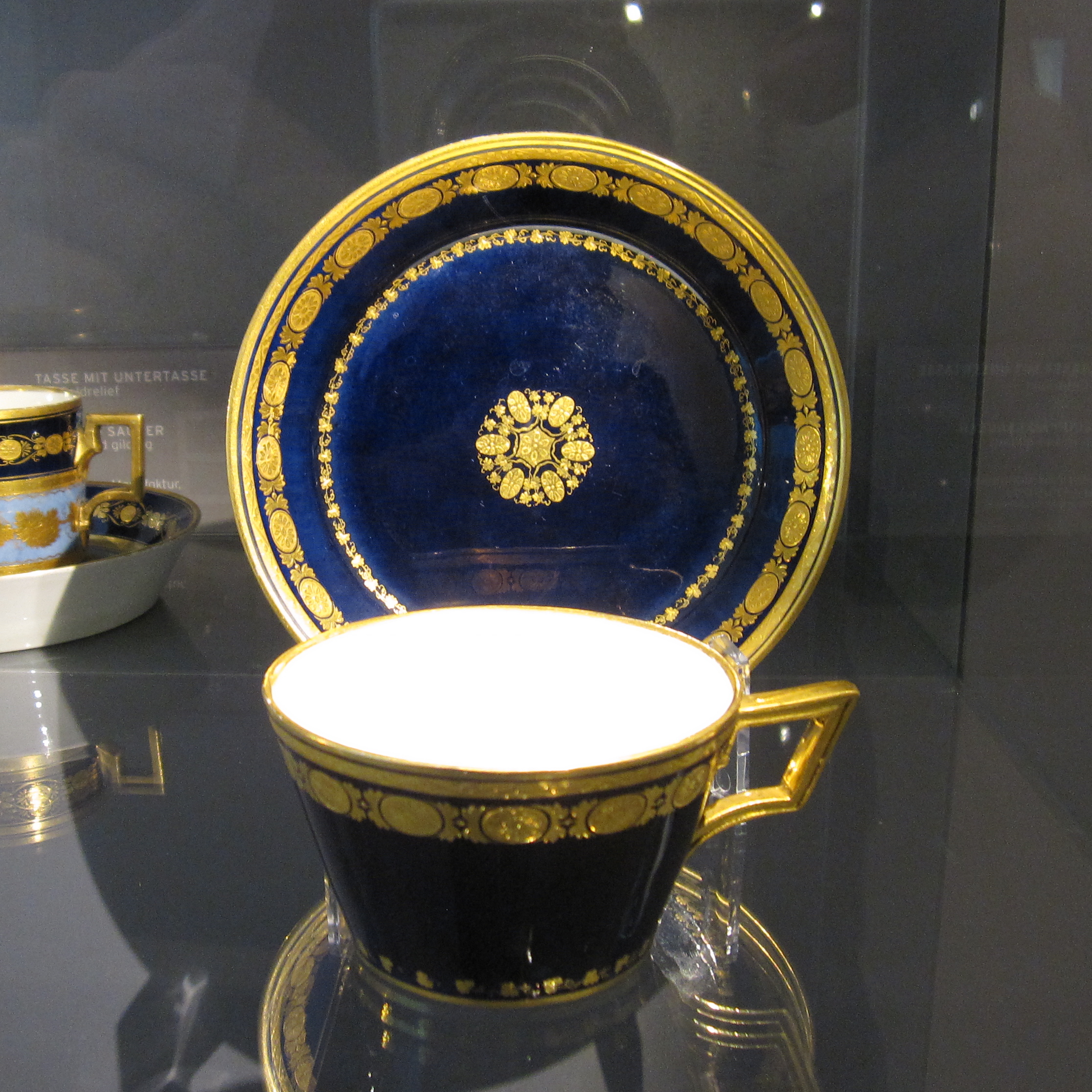
El azul oscuro que se ve en esta taza de té con plato de la Manufactura Imperial de Viena es el llamado «azul Leithner». Estas piezas datan de entre 1790 y 1799.

### Azul de esmalte
La forma más antigua del pigmento azul de cobalto es el «azul de esmalte», un vidriado con óxido de cobalto. En la antigüedad se conocían varias fórmulas para obtenerlo; se ha hallado en objetos procedentes de Egipto, de Micenas y de Persia; en Egipto ya se usaba en el siglo XVII a. C.
Para la fabricación del azul de esmalte se comenzaba por tostar minerales de cobalto, a fin de obtener óxido de cobalto. Luego se fundía este óxido con cuarzo y potasa (o con vidrio), de lo que resultaba un material vítreo de color azul oscuro intenso, que se pulverizaba al sumergirlo en agua fría. Tras lavar y moler este material para homogeneizarlo, se obtenía el pigmento que constituía el azul de esmalte. Para que conservara un color intenso no se debía moler demasiado finamente, por lo que tendía a ser áspero y granuloso.
Hacia mediados del siglo XVI, el azul de esmalte ya era utilizado por los cristaleros de Bohemia, que tal vez habían aprendido el método de los fabricantes de vidrio venecianos. La fabricación industrial del azul de esmalte se remonta al siglo XVI en Sajonia. Bajo la forma de vidrio de potasa coloreado con cobalto y pulverizado se usó hasta el siglo XVIII, principalmente para mejorar el volumen y acelerar el secado del vidriado de la loza, para dar color azul al vidrio y como pigmento pictórico. Para este último uso, el azul de esmalte es poco cubritivo y también poco colorante, aunque estable ante la luz y los ácidos.

### Precursores del azul cobalto
En 1974 y 1975 se detectó aluminato de cobalto en objetos provenientes del antiguo Egipto, lo que demostró el uso de azul cobalto auténtico (azul Thénard) en el Egipto dinástico. Sin embargo, la técnica para obtenerlo se perdió hasta su redescubrimiento en el siglo XVIII.
En la primera mitad del siglo XVIII el químico suizo Georg Brandt consiguió aislar el componente azul del esmalte, comprobando que se trataba de cobalto. Este descubrimiento permitió el avance de la investigación sobre los pigmentos basados en este elemento, ya que hasta ese entonces se desconocía cuál era, de todas las sustancias presentes en la mena de cobalto, la que producía el color azul. En 1777, J. G. Gahn y K. F. Wenzel redescubrieron accidentalmente el aluminato de cobalto, mientras que en 1795 el químico Joseph Leithner desarrolló para la manufactura de porcelanas de Viena un barniz azul de arseniato de cobalto y alúmina, a veces llamado «azul Leithner».

### Azul Thénard (azul cobalto auténtico)
A principios del siglo XIX, Jean-Antoine Chaptal, Ministro del Interior de Francia y presidente de la Société d'encouragement pour l'industrie nationale («Sociedad para el fomento de la industria nacional») de ese país, designó al químico Louis Jacques Thénard para que buscase un sustituto económico para el color azul ultramar que se elaboraba con lapislázuli, cuyo precio era demasiado elevado. Thénard intentó resolver el problema estudiando los procedimientos de la manufactura de porcelana de Sèvres. Observó que el vidriado azul de la loza se hacía con arseniato de cobalto, y ensayó entonces un método que consistía en calentar al rojo arseniato y fosfato de cobalto con alúmina. Así fue como obtuvo el llamado azul cobalto o azul Thénard, el cual notó que podía prepararse en matices e intensidades variables modificando las proporciones de los componentes de su fórmula.
Thénard probó el pigmento azul cobalto en diferentes medios (goma, óleo), comparándolo con una muestra de ultramar de alta calidad y exponiéndolo a una luz intensa durante dos meses, tras lo cual no encontró cambios en las muestras de azul cobalto ni diferencias entre éstas y el ultramar. Únicamente el uso de goma en lugar de óleo producía una ligera modificación.
A pesar de que Thénard juzgó al azul cobalto como suficientemente económico en comparación con el azul ultramar natural al que debía reemplazar, tenía de todas formas un precio bastante alto. Sin embargo, debido a su hermoso color fue adoptado de inmediato, iniciándose su producción en Francia, en 1807.

#### Composición y propiedades
Químicamente es óxido de cobalto (II) y óxido de aluminio (CoO • Al2O3), o aluminato de cobalto(II) (CoAl2O4).
Dado que el cobalto puede causar intoxicaciones, se recomienda no inhalarlo cuando se trabaja con el pigmento en polvo.
Utilizado con fines pictóricos, el azul cobalto de Thénard tiene propiedades excelentes: no presenta inconvenientes en la mezcla con otros pigmentos, es estable frente a la luz, los ácidos, los álcalis y el calor, y puede emplearse en todas las técnicas de pintura. Acelera el secado del óleo y, si bien no tiene un gran poder colorante, sirve para pintar veladuras.

##### Denominación en elÍndice internacional del color
- Pigment Blue 28, PB 28
- CI 77346[11]

### Azul cobalto pictórico de imitación
Las muchas virtudes del azul cobalto auténtico le han valido el que siga usándose hasta el día de hoy; sin embargo, nunca dejó de ser costoso, por lo que se lo suele reemplazar con mezclas de ultramar artificial y ftalocianina, que en cuanto a su coloración no son imitaciones exactas del azul cobalto auténtico, pero tienen buenas propiedades pictóricas. Debajo se proporcionan muestras de las coloraciones más comunes del azul cobalto sustituto.
|            | Azul cobalto        | Azul cobalto claro | Azul cobalto oscuro |
| HTML       | #00438A             | #091F92            | #004F79             |
| CMYK       | (100, 70, 15, 0)    | (100, 80, 0, 0)    | (100, 70, 30, 0)    |
| RGB        | (0, 67, 138)        | (9, 31, 146)       | (0, 79, 121)        |
| HSV        | (211°, 100 %, 54 %) | (230°, 94 %, 57 %) | (201°, 100 %, 47 %) |
| Referencia | [ 1 ]               | [ 1 ]              | [ 1 ]               |

### Azul cerúleo
Algunos autores agregan a la lista de pigmentos azules de cobalto al azul cerúleo (estanato de cobalto), desarrollado posteriormente al azul Thénard.

### Vidrio y cerámica azul cobalto

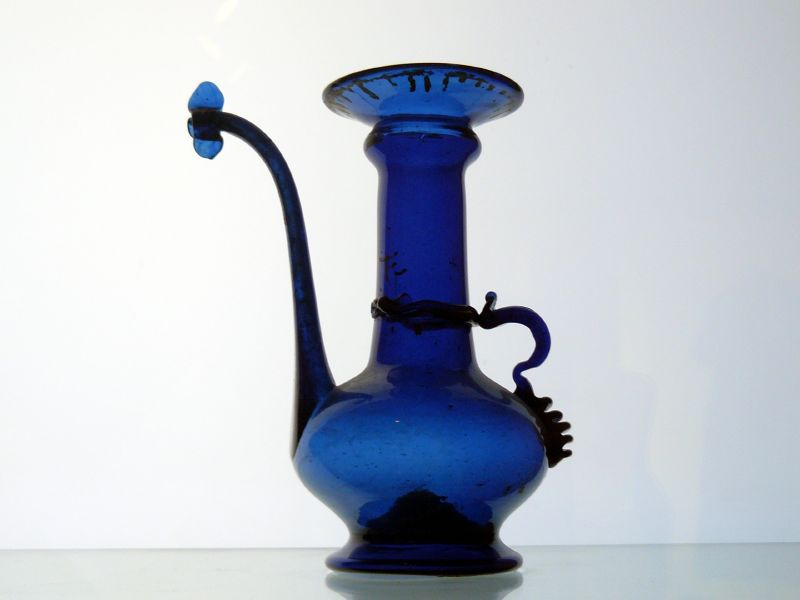
Jarra de vidrio soplado del siglo XVIII. El color del vidrio se debe a los iones de cobalto.

En la manufactura de vidrio y cerámica se denomina tradicionalmente azul cobalto a un pigmento azul compuesto de silicato de potasio y de cobalto. También reciben el nombre de azules de cobalto ciertos colores de alta temperatura que se usan desde cerca de 1750 para la decoración bajo cubierta de piezas de cerámica, como el cloruro de cobalto y el precipitado de sal básica que resulta de la interacción de las sales de cobalto y el potasio.

## Otros usos

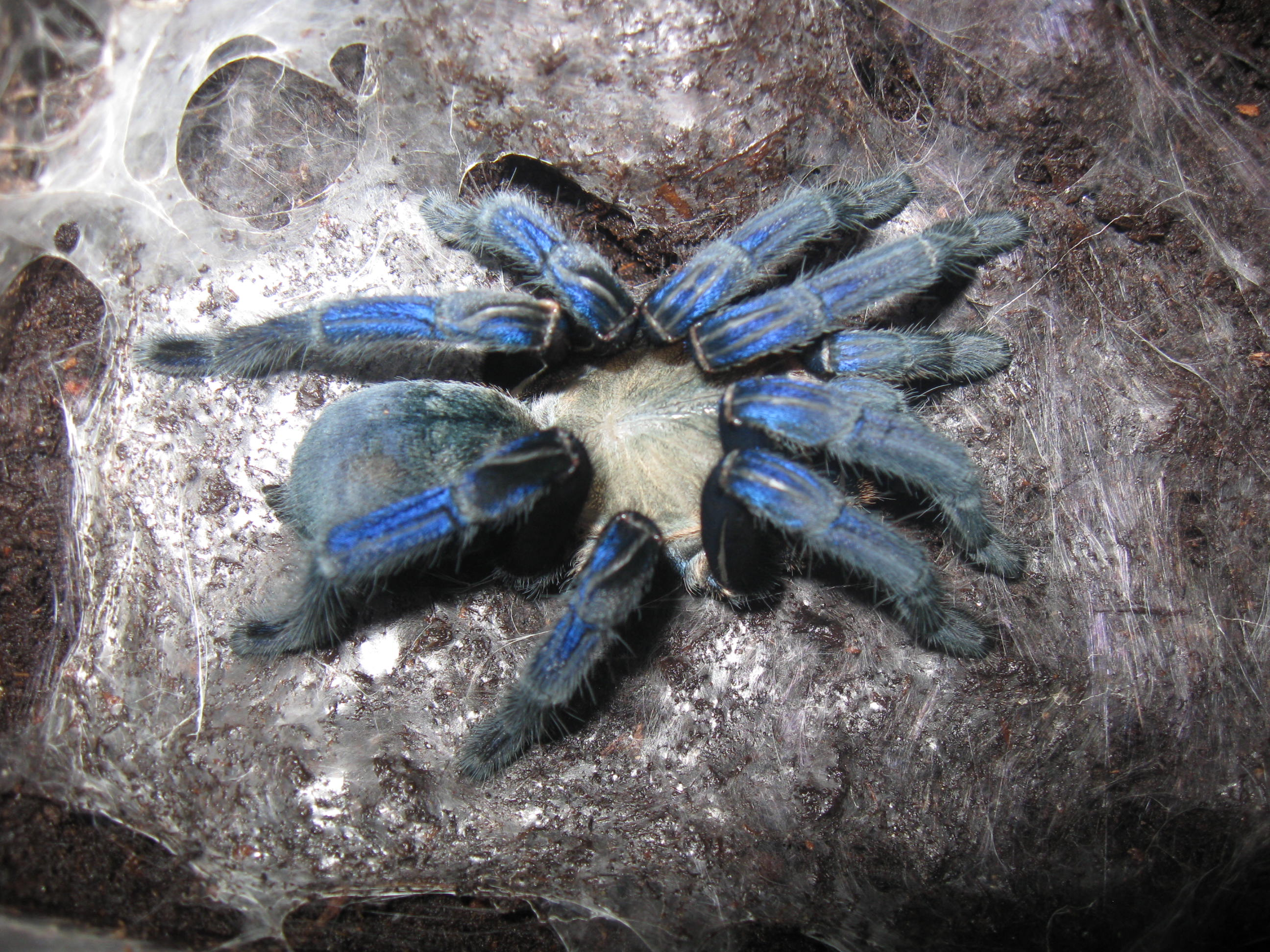
Tarántula azul cobalto de Tailandia.

Construcción
Debido a su estabilidad química en presencia de álcalis, el azul cobalto se utiliza como pigmento de color azul en el hormigón.
Filtro óptico
En los ensayos a la llama se usa vidrio de cobalto como filtro óptico para filtrar el color de llama amarillo causado por la contaminación con sodio, y para mejorar la visibilidad de las coloraciones azuladas y violáceas.
También se usa un filtro azul cobalto en los oftalmoscopios, para iluminar la córnea del ojo después de la aplicación de fluoresceína (usada para detectar úlceras y arañazos en la córnea).
Vexilología
Algunos países indican que el color azul de sus banderas debe ser azul cobalto, lo que suele traer problemas de representación, ya que el azul cobalto de uso corriente no está definido con exactitud.
En los ejemplos bajo estas líneas: la bandera de El Salvador, la bandera de los Países Bajos, la bandera de Nicaragua y la bandera de Rumania (que data de la primera mitad del siglo XIX); estas enseñas llevan una franja cuyo color se especifica oficialmente como «azul cobalto».

Bandera de El Salvador
Bandera de los Países Bajos
Bandera de Nicaragua
Bandera de Rumania